# Croix hosannière de La Jonchère
La croix hosannière de La Jonchère est une croix de cimetière situé à La Jonchère, en France.

## Localisation
La croix est située dans le département français de la Vendée, sur la commune de La Jonchère, dans le cimetière.

## Historique
La croix date du XVIIe siècle.
Elle est classée au titre des monuments historiques le 4 mars 1994.